# Yassine Bounou
Yassine Bounou (arab. ياسين بونو), znany także jako Bono (ur. 5 kwietnia 1991 w Montrealu) – marokański piłkarz występujący na pozycji bramkarza w saudyjskim klubie Al-Hilal oraz w reprezentacji Maroka.

## Kariera piłkarska

### Kariera klubowa
Yassine Bounou karierę piłkarską rozpoczął jako ośmiolatek w juniorskiej drużynie klubu Wydad Casablanca. Początkowo grał w ofensywie, jednak z czasem trener zaczął przesuwać go w głębsze strefy boiska. Ostatecznie szkoleniowiec postanowił wykorzystać jego atut, jakim był wysoki wzrost, i gdy ten miał jedenaście lat postawił go na bramce. Grając jako bramkarz Bounou starał się naśladować Gianluigiego Buffona i Edwina van der Sara. W 2008 roku otrzymał ofertę wyjazdu na testy do klubu OGC Nice, z której skorzystał, lecz przez problemy natury biurokratycznej niedługo później musiał wrócić do Maroka. Po powrocie z Francji Bono zaczął regularnie trenować z pierwszą drużyną Wydadu i w 2011 roku otrzymał szansę debiutu na oficjalnym poziomie. Miało to miejsce w rewanżowym meczu finału Afrykańskiej Ligi Mistrzów z Espérance Tunis, przegranym przez Wydad 0:1 (w pierwszym meczu było 0:0).
W 2012 roku Bounou przeszedł za kwotę 360 tysięcy euro do hiszpańskiego Atlético Madryt, z którym podpisał czteroletni kontrakt. Po spędzeniu dwóch sezonów na grze w rezerwach klubu z Madrytu, Bono został wypożyczony na dwa lata do Realu Saragossa, w którym miał problem z wywalczeniem miejsca w pierwszym składzie. Gdy w 2016 roku kończył mu się okres wypożyczenia i jednocześnie kontrakt z Atlético, zgłosiła się po niego Girona FC, do której dołączył. W klubie tym od samego początku stał się podstawowym bramkarzem, a po pierwszym sezonie w drużynie z Girony wywalczył z nią awans do Primera División.
2 września 2019 roku Bono trafił na roczne wypożyczenie z opcją wykupu do Sevilli FC. 4 września 2020 roku związał się czteroletnim kontraktem z tym klubem. 20 marca 2021 roku strzelił dla Sevilli gola w 94. minucie meczu Primera División przeciwko Realowi Valladolid, dającego remis 1:1. 19 kwietnia 2022 roku przedłużył kontrakt z Sevillą do 2025 roku.

### Kariera reprezentacyjna
Dzięki urodzeniu się w Kanadzie Yassine Bounou był uprawniony do reprezentowania tego kraju. 14 sierpnia 2013 roku zadebiutował w reprezentacji Maroka podczas przegranego 1:2 meczu towarzyskiego w Tangerze z Burkiną Faso.
W 2017 roku Bono znalazł się w składzie Maroka na Puchar Narodów Afryki w Gabonie, pełniąc rolę rezerwowego bramkarza (podstawowym był Munir Mohand). W maju 2018 roku został powołany do 26-osobowej kadry kraju na Mistrzostwa Świata w Rosji, również jako zmiennik Munira Mohanda. Na Pucharach Narodów Afryki w 2019 roku w Egipcie i w 2021 roku w Kamerunie był już podstawowym bramkarzem.
W listopadzie 2022 roku otrzymał powołanie do 26-osobowej kadry na Mistrzostwa Świata w Katarze jako podstawowy bramkarz. Na turnieju tym cztery razy zachował czyste konto, co czyni go pierwszym afrykańskim bramkarzem, który osiągnął taki wynik na jednym mundialu.

## Życie prywatne
Yassine Bounou urodził się 5 kwietnia 1991 roku w Montrealu, w rodzinie marokańskich imigrantów ekonomicznych, którzy przyjechali do Kanady na pięć lat przed jego przyjściem na świat. Gdy Yassine miał trzy lata jego rodzice zdecydowali o powrocie do rodzinnego miasta ojca, Casablanki. Na ulicach tego miasta jako dziecko nauczył się grać w piłkę nożną. Oprócz tego oraz nauki Yassine pomagał finansowo swoim rodzicom – zajmował się ulicznym handlem. Kilkakrotnie wyjeżdżał też do swojego wuja pracującego na rynku w okolicach stadionu La Romareda w Saragossie w Hiszpanii.

## Statystyki kariery

### Klubowe
(Aktualizacja: 23 czerwca 2025)
| Klub                  | Sezon              | Rozgrywki                 | Liga  | Liga | Puchary krajowe | Puchary krajowe | Kontynentalne | Kontynentalne | Inne  | Inne | Łącznie | Łącznie |
| Klub                  | Sezon              | Rozgrywki                 | Mecze | Gole | Mecze           | Gole            | Mecze         | Gole          | Mecze | Gole | Mecze   | Gole    |
| --------------------- | ------------------ | ------------------------- | ----- | ---- | --------------- | --------------- | ------------- | ------------- | ----- | ---- | ------- | ------- |
| Wydad Casablanca      | 2010/2011          | Botola                    | 0     | 0    | –               | –               | 1             | 0             | –     | –    | 1       | 0       |
| Wydad Casablanca      | 2011/2012          | Botola                    | 8     | 0    | –               | –               | 0             | 0             | –     | –    | 8       | 0       |
| Wydad Casablanca      | Ogólnie            |                           | 8     | 0    | 0               | 0               | 1             | 0             | 0     | 0    | 9       | 0       |
| Atlético Madryt B     | 2012/2013          | Segunda División B        | 24    | 0    | –               | –               | –             | –             | -     | -    | 24      | 0       |
| Atlético Madryt B     | 2013/2014          | Segunda División B        | 23    | 0    | –               | –               | –             | –             | -     | -    | 23      | 0       |
| Atlético Madryt       | 2013/2014          | Primera División          | 0     | 0    | –               | –               | –             | –             | -     | -    | 0       | 0       |
| Atlético Madryt       | Ogólnie            | Ogólnie                   | 47    | 0    | 0               | 0               | 0             | 0             | 0     | 0    | 47      | 0       |
| Real Saragossa (wyp.) | 2014/2015          | Primera División          | 16    | 0    | –               | –               | –             | –             | 3     | 0    | 19      | 0       |
| Real Saragossa (wyp.) | 2015/2016          | Primera División          | 19    | 0    | –               | –               | –             | –             | 0     | 0    | 19      | 0       |
| Real Saragossa (wyp.) | Ogólnie            | Ogólnie                   | 35    | 0    | 0               | 0               | 0             | 0             | 3     | 0    | 38      | 0       |
| Girona FC             | 2016/2017          | Primera División          | 21    | 0    | 0               | 0               | –             | –             | -     | -    | 21      | 0       |
| Girona FC             | 2017/2018          | Primera División          | 30    | 0    | 1               | 0               | –             | –             | -     | -    | 31      | 0       |
| Girona FC             | 2018/2019          | Primera División          | 32    | 0    | 0               | 0               | –             | –             | -     | -    | 32      | 0       |
| Girona FC             | Ogólnie            | Ogólnie                   | 83    | 0    | 1               | 0               | 0             | 0             | 0     | 0    | 84      | 0       |
| Sevilla FC (wyp.)     | 2019/2020          | Primera División          | 6     | 0    | 2               | 0               | 10            | 0             | -     | -    | 18      | 0       |
| Sevilla FC            | 2020/2021          | Primera División          | 33    | 1    | 6               | 0               | 5             | 0             | 1     | 0    | 45      | 1       |
| Sevilla FC            | 2021/2022          | Primera División          | 31    | 0    | 0               | 0               | 10            | 0             | –     | –    | 41      | 0       |
| Sevilla FC            | 2022/2023          | Primera División          | 25    | 0    | 1               | 0               | 10            | 0             | –     | –    | 36      | 0       |
| Sevilla FC            | 2023/2024          | Primera División          | 1     | 0    | 0               | 0               | 0             | 0             | 1     | 0    | 2       | 0       |
| Sevilla FC            | Ogólnie            | Ogólnie                   | 90    | 1    | 7               | 0               | 25            | 0             | 2     | 0    | 124     | 1       |
| Al-Hilal              | 2023/2024          | Saudi Professional League | 31    | 0    | 5               | 0               | 5             | 0             | 2     | 0    | 43      | 0       |
| Al-Hilal              | 2024/2025          | Saudi Professional League | 31    | 0    | 1               | 0               | 10            | 0             | 4     | 0    | 46      | 0       |
| Al-Hilal              | Ogólnie            | Ogólnie                   | 62    | 0    | 6               | 0               | 15            | 0             | 6     | 0    | 89      | 0       |
| Łącznie               | Łącznie w karierze | Łącznie w karierze        | 331   | 1    | 16              | 0               | 50            | 0             | 11    | 0    | 408     | 1       |

### Reprezentacyjne
(Aktualizacja: 23 czerwca 2025)
| Reprezentacja | Rok     | Łącznie | Łącznie |
| Reprezentacja | Rok     | Mecze   | Gole    |
| ------------- | ------- | ------- | ------- |
| Maroko        | 2013    | 1       | 0       |
| Maroko        | 2014    | 0       | 0       |
| Maroko        | 2015    | 3       | 0       |
| Maroko        | 2016    | 2       | 0       |
| Maroko        | 2017    | 2       | 0       |
| Maroko        | 2018    | 4       | 0       |
| Maroko        | 2019    | 10      | 0       |
| Maroko        | 2020    | 4       | 0       |
| Maroko        | 2021    | 8       | 0       |
| Maroko        | 2022    | 18      | 0       |
| Maroko        | 2023    | 6       | 0       |
| Maroko        | 2024    | 13      | 0       |
| Maroko        | 2025    | 3       | 0       |
| Ogólnie       | Ogólnie | 74      | 0       |